# Bump 'n' Jump
 (décembre 2018).
Si vous disposez d'ouvrages ou d'articles de référence ou si vous connaissez des sites web de qualité traitant du thème abordé ici, merci de compléter l'article en donnant les références utiles à sa vérifiabilité et en les liant à la section « Notes et références ».
Pour les articles homonymes, voir Burnin' Rubber.
Ne doit pas être confondu avec Jump 'n Bump.
Bump 'n' Jump, aussi appelé Burnin' Rubber, est un jeu vidéo développé par Data East, sorti en 1982 sur borne d'arcade. Il a été adapté sur les consoles Atari 2600, Commodore 64, Intellivision en 1983, ColecoVision en 1984 et NES en 1986. Il s'agit d'un jeu de course automobile en vue de dessus où le joueur doit terminer le parcours tout en évitant de se faire plaquer par les autres voitures sur le côté. De plus, le joueur rencontre des obstacles impossibles à contourner comme des cours d'eau.

## Système de jeu
Bump 'n' Jump est un jeu de course qui peut se jouer à un ou deux joueurs. En mode duo, les joueurs coursent à tour de rôle. À chaque piste, les décors changent suivant cinq thèmes soit les quatre saisons de l'année et un thème sans nom puis reprend à la première saison mais avec un niveau de difficulté supérieur. Le jeu se déroule avec vue à vol d'oiseau sur des circuits linéaires sans virages. Par contre, le joueur doit éviter certains obstacles comme des étendues d'eau qui obstruent la piste en partie ou en totalité. Dans ce dernier cas, la meilleure solution pour éviter l'accident, c'est le saut en hauteur. En effet, la voiture est dotée d'une caractéristique originale soit de pouvoir sauter sur une distance relative à sa vitesse qui peut varier de 0 à 220 km/h. À noter qu'en deçà des 100 km/h, le véhicule ne peut exécuter de saut. Le joueur doit aussi éviter les autres voitures sur la piste. Comme le laisse sous-entendre le titre, les autres véhicules peuvent vous heurter et ainsi vous pousser sur les barrières qui délimitent les côtés de la piste.

## Circuits
Les décors des pistes suivent cinq thèmes : « sans nom », printemps, été, automne et hiver. Après chaque cycle, les thèmes reprennent au début avec un niveau de difficulté plus élevé. À chaque saison, les couleurs des bordures de piste changent suivant plus ou moins la saison correspondante. Le printemps la couleur est mauve, l'été c'est le vert, l'automne les bordures sont orangées, l'hiver blanc et le « sans nom » est jaune. Les parcours sont parsemés d'obstacles comme des îlots de terre au milieu de la piste et des cours d'eau. Pour les éviter, il est possible de sauter par-dessus mais comme la vue de dessus limite le champ de vision, un avertissement sonore et visuel avertit le joueur avant que l'obstacle n'apparaisse à l'écran.
Une particularité des pistes est qu'il est possible de sauter par-dessus la bordure de piste et apparaître de l'autre côté de l'écran. En effet, si lors d'un saut le joueur se déplace à l'extrême droite de l'écran par exemple, il apparaîtra à l'extrême gauche et ainsi sauter par-dessus les deux bordures de piste.

## Accueil
Au Japon, Bump 'n' Jump est le neuvième jeu d'arcade le plus profitable de l'année 1982 selon le magazine Game Machine.

## Portages
Le portage Intellivision est écrit par Denis Clark et Joe Jacobs pour Mattel Electronics. Il sort en 1983.